# Carnegie Science Center
Het Carnegie Science Center, geopend in 1991, is een museum in Pittsburgh, Pennsylvania. Met een geschiedenis die teruggaat tot 24 oktober 1939, toen nog het Buhl Planetarium and Institute of Popular Science, is het Carnegie Science Center het meest bezochte museum van de stad. In 2003 kreeg het de Nationale Prijs voor Museum Service.

## Geschiedenis
Op 24 oktober 1939 werd Pittsburgh thuis van het vijfde grote planetarium in de Verenigde Staten, de Buhl Planetarium and Institute of Popular Science. Het was een geschenk van de Buhl Foundation aan de bevolking van Pittsburgh ter nagedachtenis aan de oprichter, Henry Buhl, Jr (1856-1927). Buhl maakte zijn fortuin als mede-eigenaar van de succesvolle Boggs and Buhl Department Store, hij had verzocht dat een deel van zijn fondsen zouden worden gebruikt ter ondersteuning van initiatieven in zijn geliefde buurt. Hiervan werd het Buhl gebouwd, met een planetarium ter ere van Henry's vrouw Louise.
In de jaren tachtig was het oorspronkelijke gebouw aan vernieuwing toe en opties tot uitbreiding en groei werden beschouwd. Toen uitbreiding van het gebouw werd uitgesloten werd de plek waar het Carnegie Science Center nu staat gekozen voor de nieuwe locatie. Op dit punt toonde het Carnegie Institute interesse om te fuseren met Buhl. De fusie werd in 1987 volbracht met de goedkeuring van de raad van bestuur van beide instellingen. In 1989 werd het gebouw aan de rivier de Ohio hernoemd tot het Carnegie Science Center. De bouw begon in oktober 1989 en twee jaar later werd het geopend.

## Collectie
Het museum bevat reizende exposities en vertoningen in het planetarium. Er is ook de Buhl Digital Dome, het Rangos Omnimax Theater, het Miniature Railroad & Village, en de USS Requin, een onderzeeër uit de Tweede Wereldoorlog.